# Tabanus liangshanensis
Tabanus liangshanensis är en tvåvingeart som beskrevs av Xu 1979. Tabanus liangshanensis ingår i släktet Tabanus och familjen bromsar. Inga underarter finns listade i Catalogue of Life.